# 24 Lyncis
Désignations
24 Lyncis (en abrégé 24 Lyn) est une étoile de la constellation boréale du Lynx. Elle est visible à l'œil nu avec une magnitude apparente de 4,95. D'après la mesure de sa parallaxe annuelle par le satellite Gaia, l'étoile est distante d'environ ∼ 257 a.l. (∼ 78,8 pc) de la Terre. Elle s'éloigne du Système solaire à une vitesse radiale d'environ +9 km/s.
24 Lyncis est classée comme une étoile sous-géante blanche de type spectral A3 IVn, avec la lettre « n » indiquant que ses raies d'absorption apparaissent « nébuleuses » (élargies) en raison de sa rotation rapide. Elle tourne en effet sur elle-même à une vitesse de rotation projetée de 233 km/s, ce qui donne à l'étoile une forme aplatie avec un rayon équatorial qui est 17 % plus grand que son rayon polaire. Zorec et al. (2012) estiment que, contrairement à ce que suggère son type spectral, 24 Lyncis n'a complété que 88 % de sa durée de vie sur la séquence principale. Elle est estimée être âgée de 262 millions d'années et elle est 1,89 fois plus massive que le Soleil. L'étoile est environ 61 fois plus lumineuse que le Soleil et sa température de surface est de 8 786 K.
24 Lyncis apparaît être une étoile solitaire. Elle possède un compagnon purement visuel de magnitude 11,15 recensé dans les catalogues d'étoiles doubles et multiples. En 2017, il était situé à une distance angulaire de 54,8 secondes d'arc et à un angle de position de 324° de l'étoile.